# Australian Open de 2022
O Australian Open de 2022 foi um torneio de tênis disputado nas quadras duras do Melbourne Park, em Melbourne, na Austrália, entre 17 e 30 de janeiro. Corresponde à 54ª edição da era aberta e à 110ª de todos os tempos.
Rafael Nadal e Ashleigh Barty venceram os títulos de simples. O tenista espanhol se tornou o maior vencedor de sua modalidade, com 21 títulos, após desempatar o número contra Roger Federer, machucado, e Novak Djokovic, número 1 do mundo e defensor do troféu, que foi deportado um dia antes do início da chave principal pela falta de vacinação contra COVID-19. Já Barty, líder do ranking feminino, se tornou a primeira simplista da casa a levar o Australian Open depois de 44 anos. Também entrou no seleto grupo de jogadoras com Slam nos três diferentes pisos.
Nas duplas, mais festa caseira, com Thanasi Kokkinakis e Nick Kyrgios triunfando em uma final 100% australiana. As cabeças nº 1 Barbora Krejčíková e Kateřina Siniaková confirmaram a dominância no circuito ao despacharem a cazaque Anna Danilina e a brasileira Beatriz Haddad Maia, parceria montada de última hora. Nas mistas, os multicampeões de Slam, tanto ao lado de homens quanto de mulheres, a francesa Kristina Mladenovic e o croata Ivan Dodig venceram em sets diretos na final contra outra equipe australiana.

## Impacto da pandemia de COVID-19
A pandemia de COVID-19 levou à criação do COVIDSafe, um conjunto de medidas que deveriam ser seguidas pelos atletas e público que, de forma geral, aponta que todas as pessoas com 12 anos ou mais devem ter o certificado de vacinação ou um certificado de isenção da imunização. A organização também recomenda lavar ou desinfetar as mãos adequadamente, usar uma máscara, a menos que esteja comendo ou bebendo, e manter o distanciamento de 1,5m sempre que possível.

## Vacinação contra COVID-19, conflitos de visto e outras controvérsias
Em 4 de janeiro de 2022, o defensor do título Novak Djokovic anunciou que jogaria o Australian Open depois de receber uma isenção médica da vacinação obrigatória contra COVID-19 pela Associação de Tênis da Austrália (Tennis Australia) e pelo departamento de saúde do estado de Vitória. No entanto, a ministra de Assuntos Internos Karen Andrews afirmou que, independente da decisão da Tennis Australia e de Vitória, os requisitos de fronteira da Austrália ainda seriam analisados pelo governo federal, ou seja, que indivíduos não vacinados que entram no país "devem fornecer prova legítima de que não podem ser vacinados por razões médicas".
Em 5 de janeiro, Djokovic foi detido pelo Serviço de Migração ao chegar à Austrália e determinado a não atender aos requisitos de entrada para viajantes não vacinados. Seus advogados solicitaram uma liminar contra a deportação para recorrer da recusa do visto. Isso permitiu que Djokovic permanecesse confinado em um hotel de detenção até o resultado do recurso. Em 10 de janeiro, o Tribunal Federal decidiu contra o governo por motivos processuais, ordenando o fim da detenção e que o governo pagasse as despesas legais. A razão para a decisão foi que, quando Djokovic estava em espera na imigração, antes do visto ser cancelado, as autoridades rejeitaram um acordo para dar ao jogador tempo suficiente de entrar em contato com os advogados e autoridades de tênis antes de sua entrevista oficial; isso levou o governo australiano a admitir que tratou Djokovic de forma inadequada.
Vinte e cinco outros jogadores e membros de suas equipes solicitaram isenções médicas; algumas foram concedidas. Entre eles, duas pessoas com o mesmo tipo de visto e isenção de Djokovic teriam sido autorizadas a entrar no país. A tenista tcheca Renata Voráčová foi uma das dispensadas e autorizadas a entrar no país. Ela havia participado de um torneio de aquecimento, em Melbourne, mas foi posteriormente detida no mesmo hotel que Djokovic e deportada em 8 de janeiro. Filip Serdarusic, treinador de tênis com a mesma isenção, também foi autorizado a entrar, mas deixou o país voluntariamente.
A opinião pública na Austrália, sobre um atleta não vacinado ter a entrada permitida, enquanto muitos australianos permanecem retidos no exterior devido à pandemia, para participar de um evento em que os espectadores não podem participar a menos que estejam totalmente vacinados, foi extremamente negativa. Pesquisas publicadas em jornais mostram que 71% dos entrevistados não queriam que Djokovic ficasse.
Em 14 de janeiro, Alex Hawke, ministro australiano de Imigração, Cidadania, Serviços de Migrantes e Assuntos Multiculturais,
exerceu seus poderes sob a Lei de Migração de 1958 para cancelar o visto de Djokovic, alegando "razões de saúde e boa ordem, com base no interesse público em fazê-lo". Um pedido de revisão da decisão foi interposto na Justiça Federal, sendo indeferido em 16 de janeiro,
descartando a participação de Djokovic no Australian Open de 2022. Djokovic disse que estava "extremamente decepcionado" com a decisão, mas a aceitou e saiu do país naquela noite. O italiano Salvatore Caruso, nº 150 do mundo, assumiu o lugar na chave como lucky loser.
Durante o torneio. camisetas com os dizeres "Onde está Peng Shuai?" foram proibidas nas instalações. Após protestos, a decisão foi revertida.

## Transmissão
Esta é a lista de países e canais designados a transmitir o torneio durante a edição em questão:
Países lusófonos

| País(es)                                                                                 | Canal(is)  |
| ---------------------------------------------------------------------------------------- | ---------- |
| Angola · Cabo Verde · Guiné Equatorial · Guiné-Bissau · Moçambique · São Tomé e Príncipe | SuperSport |
| Brasil                                                                                   | ESPN Star+ |
| Macau                                                                                    | TDM        |
| Portugal                                                                                 | Eurosport  |

Resto do mundo
| País(es) | Canal(is)                                                |
| Países avulsos |                                                          |
| África | África                                                   |
| --- | -------------------------------------------------------- |
| Chade | beIN Sports SuperSport                                   |
| Américas |                                                          |
| Canadá | RDS [en] TSN                                             |
| Ásia |                                                          |
| China | CCTV-5 Great Sports Channel [en] Guangdong TV [en] iQIYI |
| Israel | Eurosport                                                |
| Japão | WOWOW                                                    |
| Taiwan | Sportcast                                                |
| Vietname | K+ [vi]                                                  |
| Europa |                                                          |
| Áustria | Eurosport ServusTV [en]                                  |
| Suíça | Eurosport SRG SSR                                        |
| Oceania |                                                          |
| Austrália | Nine Network Stan Sport                                  |
| Nova Zelândia | Sky [en]                                                 |
| Samoa Americana | ESPN Digicel                                             |
| Regiões |                                                          |
| América Central América do Sul Caribe | ESPN                                                     |
| Europa | Eurosport                                                |
| Norte da África Oriente Médio | beIN Sports                                              |
| Agrupamentos |                                                          |
| África |                                                          |
| África do Sul · Benim · Botswana · Burquina Fasso · Burundi · Comores · Camarões · Congo · Costa do Marfim · Eritreia · Eswatini · Etiópia · Gabão · Gâmbia · Gana · Guiné · Lesoto · Libéria · Madagascar · Malawi · Mali · Mayotte · Maurícia · Namíbia · Níger · Nigéria · Quénia · República Centro-Africana · República Democrática do Congo · Reunião (departamento) · Ruanda · Santa Helena (território) · Senegal · Serra Leoa · Seicheles · Socotorá · Tanzânia · Togo · Uganda · Zâmbia · Zanzibar · Zimbabwe | SuperSport                                               |
| Djibouti · Jordânia · Mauritânia · Somália · Sudão · Sudão do Sul | beIN Sports                                              |
| Américas |                                                          |
| Estados Unidos · Martinica · Porto Rico · U.S. Ilhas Virgens | ESPN                                                     |
| Ásia |                                                          |
| Afeganistão · Bangladesh · Butão · Índia · Maldivas · Nepal · Paquistão · Sri Lanka | Sony SIX [en]                                            |
| Azerbaijão · Cazaquistão · Quirguistão · Tajiquistão · Turquemenistão · Uzbequistão | Eurosport                                                |
| Brunei · Camboja · Filipinas · Hong Kong · Indonésia · Laos · Malásia · Singapura · Tailândia | beIN Sports                                              |
| Coreia do Norte · Coreia do Sul | CJ Media                                                 |
| Oceania |                                                          |
| Fiji · Ilhas Cook · Ilhas Marshall · Ilhas Salomão · Kiribati · Micronésia · Nauru · Niue · Papua-Nova Guiné · Polinésia Francesa · Samoa · Tonga · Tuvalu · Vanuatu · Wallis e Futuna | Digicel                                                  |
| Guam · Marianas Setentrionais | ESPN                                                     |

## Pontuação e premiação

### Distribuição de pontos
ATP e WTA informam suas pontuações em Grand Slam, distintas entre si, em simples e em duplas. A ITF responde exclusivamente pelos juvenis e cadeirantes.
Considerado torneio amistoso, o de duplas mistas não gera pontos.
No juvenil, os simplistas jogam duas fases de qualificatório, mas só os que passam à chave principal pontuam. Em duplas, a pontuação é por jogador. A partir da fase com 16, os competidores recebem pontos adicionais de bônus (os valores da tabela já somam as duas pontuações).

#### Profissional
| Evento            | V    | F    | SF  | QF  | R16 | R32 | R64 | R128 | Q  | Q3 | Q2 | Q1 |
| Simples masculino | 2000 | 1200 | 720 | 360 | 180 | 90  | 45  | 10   | 25 | 16 | 8  | 0  |
| Duplas masculinas | 2000 | 1200 | 720 | 360 | 180 | 90  | 0   | —    | —  | —  | —  | —  |
| Simples feminino  | 2000 | 1300 | 780 | 430 | 240 | 130 | 70  | 10   | 40 | 30 | 20 | 2  |
| Duplas femininas  | 2000 | 1300 | 780 | 430 | 240 | 130 | 10  | —    | —  | —  | —  | —  |

| Evento            | V    | F   | SF  | QF  | R16 | R32 | R64 | Q  | Q2 | Q1 |
| Simples Masculino | 1000 | 700 | 490 | 300 | 180 | 90  | 30* | 20 | 0  | 0  |
| Simples Feminino  | 1000 | 700 | 490 | 300 | 180 | 90  | 30* | 20 | 0  | 0  |
| Duplas Masculinas | 750  | 525 | 367 | 225 | 135 | 0   | —   | —  | —  | —  |
| Duplas Femininas  | 750  | 525 | 367 | 225 | 135 | 0   | —   | —  | —  | —  |

| Evento               | V   | F   | SF/3º lugar | QF/4º lugar |
| Simples              | 800 | 500 | 375         | 100         |
| Simples tetraplégico | 800 | 500 | 375         | 100         |
| Duplas               | 800 | 500 | 100         | —           |
| Duplas tetraplégicas | 800 | 100 | —           | —           |

### Premiação
A premiação geral aumentou 5% em relação a 2021. Os títulos de simples tiveram um acréscimo de A$ 125.000 cada.
Juvenis não são pagos. Outras disputas, como a de cadeirantes, não tiveram os valores detalhados; estão inclusos em "Outros eventos".
| Evento        | V            | F            | SF         | QF         | Últimos 16 | Últimos 32 | Últimos 64 | Últimos 128 | Q3        | Q2        | Q1        |
| Contemplados  | 1            | 1            | 2          | 4          | 8          | 16         | 32         | 64          | 16        | 32        | 64        |
| Simples (2)   | A$ 2.875.000 | A$ 1.575.000 | A$ 895.000 | A$ 538.500 | A$ 328.000 | A$ 221.000 | A$ 154.000 | A$ 103.000  | A$ 53.500 | A$ 35.500 | A$ 25.250 |
| Duplas (2)    | A$ 675.000   | A$ 360.000   | A$ 205.000 | A$ 113.000 | A$ 65.250  | A$ 45.100  | A$ 30.050  | —           | —         | —         | —         |
| Duplas mistas | A$ 154.500   | A$ 87.550    | A$ 46.350  | A$ 24.750  | A$ 12.350  | A$ 6.450   | —          | —           | —         | —         | —         |

Total dos eventos acima: A$ 68.204.150
Outros eventos + per diem (estimado): A$ 6.795.850
Total da premiação: A$ 75.000.000

## Cabeças de chave
Cabeças baseados(as) nos rankings de 10 de janeiro de 2022. Dados de Ranking e Pontos anteriores são de 17 de janeiro de 2022.
Em verde, o(s) cabeça(s) de chave campeão(ões). Em vermelho, o(s) vice-campeão(ões).

### Simples

#### Masculino
Como resultado de ajustes relacionados à pandemia no sistema de classificação e alterações no calendário do circuito ATp em 2020 e 2021, os jogadores terão os seguintes ajustes potenciais em seus pontos de classificação após o torneio:
- Os jogadores que estiverem defendendo pontos do torneio de 2020 em que forem mais altos terão essa campanha descartada em 31 de janeiro de 2022;

esses pontos serão substituídos pelo maior de seus pontos de 2021 ou 2022 (pontos de 2021 ainda serão válidos no final do torneio de 2022 porque o torneio de 2021 atrasou para três semanas - aconteceu em fevereiro; pontos de 2020 e 2021 idênticos dentro do mesmo resultado também serão descartados em 21 de fevereiro de 2022);
- Os jogadores que estão defendendo pontos do torneio de 2021 terão eles substituídos pelos de 2022 apenas se estes forem maiores;
- Os jogadores que tiverem pontos do torneio de 2021 ainda contando para sua classificação em 31 de janeiro de 2022 terão eles reduzidos em 21 de fevereiro de 2022 (52 semanas após o torneio de 2021); quaisquer pontos de 2021 serão substituídos pelos de 2022 nesse momento;[40]
- Os jogadores que não estiverem defendendo pontos dos torneios de 2020 ou 2021 terão seu 19º melhor resultado substituído pelos pontos do torneio de 2022.

| Cabeça | Ranking | Jogador               | Pontos anteriores | Pontos de 2020 | Pontos de 2021 | Pontos conquistados | Nova pontuação | Eliminado na | Eliminado por              |
| ------ | ------- | --------------------- | ----------------- | -------------- | -------------- | ------------------- | -------------- | ------------ | -------------------------- |
| 2      | 2       | Daniil Medvedev       | 8.935             | 180            | 1.200          | 1.200               | 8.935          | F            | Rafael Nadal [6]           |
| 3      | 3       | Alexander Zverev      | 7.970             | 720            | 360            | 180                 | 7.610†         | 4ª fase      | Denis Shapovalov [14]      |
| 4      | 4       | Stefanos Tsitsipas    | 6.540             | 180            | 720            | 720                 | 6.540          | SF           | Daniil Medvedev [2]        |
| 5      | 6       | Andrey Rublev         | 4.785             | 180            | 360            | 90                  | 4.785†         | 3ª fase      | Marin Čilić [27]           |
| 6      | 5       | Rafael Nadal          | 4.875             | 360            | 360            | 2.000               | 6.515          | Campeão      | –                          |
| 7      | 7       | Matteo Berrettini     | 4.568             | 45             | 180            | 720                 | 5.108          | SF           | Rafael Nadal [6]           |
| 9      | 9       | Félix Auger-Aliassime | 3.608             | 10             | 180            | 360                 | 3.788          | QF           | Daniil Medvedev [2]        |
| 10     | 11      | Hubert Hurkacz        | 3.336             | 45             | 10             | 45                  | 3.336          | 2ª fase      | Adrian Mannarino           |
| 11     | 10      | Jannik Sinner         | 3.390             | 45             | 10             | 360                 | 3.705          | QF           | Stefanos Tsitsipas [4]     |
| 12     | 12      | Cameron Norrie        | 2.900             | 10             | 90             | 10                  | 2.900†         | 1ª fase      | Sebastian Korda            |
| 13     | 13      | Diego Schwartzman     | 2.730             | 180            | 90             | 45                  | 2.640          | 2ª fase      | Christopher O'Connell [WC] |
| 14     | 14      | Denis Shapovalov      | 2.593             | 45             | 90             | 360                 | 2.863          | QF           | Rafael Nadal [6]           |
| 15     | 18      | Roberto Bautista Agut | 2.385             | 90             | 10             | 90                  | 2.385          | 3ª fase      | Taylor Fritz [20]          |
| 16     | 19      | Cristian Garín        | 2.375             | 45             | 0              | 90                  | 2.420          | 3ª fase      | Gaël Monfils [17]          |
| 17     | 20      | Gaël Monfils          | 2.373             | 180            | 10             | 360                 | 2.553          | QF           | Matteo Berrettini [7]      |
| 18     | 15      | Aslan Karatsev        | 2.553             | –              | 745            | 90                  | 2.553†         | 3ª fase      | Adrian Mannarino           |
| 19     | 21      | Pablo Carreño Busta   | 2.305             | 90             | 90             | 180                 | 2.395          | 4ª fase      | Matteo Berrettini [7]      |
| 20     | 22      | Taylor Fritz          | 2.175             | 90             | 90             | 180                 | 2.265          | 4ª fase      | Stefanos Tsitsipas [4]     |
| 21     | 23      | Nikoloz Basilashvili  | 2.051             | 45             | 10             | 10                  | 2.015          | 1ª fase      | Andy Murray [WC]           |
| 22     | 25      | John Isner            | 1.881             | 90             | 0              | 10                  | 1.801          | 1ª fase      | Maxime Cressy              |
| 23     | 29      | Reilly Opelka         | 1.775             | 10             | 45             | 90                  | 1.821          | 3ª fase      | Denis Shapovalov [14]      |
| 24     | 24      | Daniel Evans          | 1.957             | 45             | 10             | 90                  | 2.002          | 3ª fase      | Félix Auger-Aliassime [9]  |
| 25     | 26      | Lorenzo Sonego        | 1.860             | 10             | 45             | 90                  | 1.905          | 3ª fase      | Miomir Kecmanović          |
| 26     | 28      | Grigor Dimitrov       | 1.821             | 90             | 360            | 45                  | 1.821†         | 2ª fase      | Benoît Paire               |
| 27     | 27      | Marin Čilić           | 1.840             | 180            | 10             | 180                 | 1.840          | 4ª fase      | Félix Auger-Aliassime [9]  |
| 28     | 30      | Karen Khachanov       | 1.748             | 90             | 90             | 90                  | 1.748          | 3ª fase      | Rafael Nadal [6]           |
| 29     | 40      | Ugo Humbert           | 1.318             | 10             | 45             | 10                  | 1.318†         | 1ª fase      | Richard Gasquet            |
| 30     | 33      | Lloyd Harris          | 1.473             | 10             | 90             | 10                  | 1.473†         | 1ª fase      | Aleksandar Vukic [WC]      |
| 31     | 31      | Carlos Alcaraz        | 1.609             | (10)§          | 70             | 90+6                | 1.625          | 3ª fase      | Matteo Berrettini [7]      |
| 32     | 42      | Alex de Minaur        | 1.316             | 0              | 90             | 180                 | 1.406          | 4ª fase      | Jannik Sinner [11]         |

##### Desistências
| Ranking | Jogador        | Pontos anteriores | Nova pontuação | Motivo                             |
| ------- | -------------- | ----------------- | -------------- | ---------------------------------- |
| 1       | Novak Djokovic | 11.015            | 9.015†         | Cancelamento do visto e deportação |
| 8       | Casper Ruud    | 4.155             | 4.155†         | Torção no tornozelo                |
| 16      | Dominic Thiem  | 2.410             | 1.390          | Lesão no punho direito             |
| 17      | Roger Federer  | 2.385             | 1.665          | Cirurgia no joelho direito         |

† A pontuação de 2020 será substituída pela de 2021, que será descartada três semanas após o término do torneio de 2022.
§ O jogador defende pontos de um torneio ITF de 2020, que será substituído pelo seu próximo melhor resultado.

#### Feminino
Conforme anunciado pela WTA em setembro de 2021, os pontos do evento de janeiro, fevereiro e março sob o sistema "Melhores de 2020/2021" cairão quando o torneio ocorrer em 2022 ou 52 semanas após o evento de 2021 – o que ocorrer primeiro. Assim, a maior pontuação de 2020 ou 2021 de cada jogadora será substituída por sua pontuação de 2022 no final do torneio.
| Cabeça | Ranking | Jogadora                 | Pontos anteriores | Pontos de 2020 ou 2021 | Pontos conquistados | Nova pontuação | Eliminada na | Eliminada por          |
| ------ | ------- | ------------------------ | ----------------- | ---------------------- | ------------------- | -------------- | ------------ | ---------------------- |
| 1      | 1       | Ashleigh Barty           | 7.111             | 780                    | 2.000               | 8.331          | Campeã       | –                      |
| 2      | 2       | Aryna Sabalenka          | 5.698             | 240                    | 240                 | 5.698          | 4ª fase      | Kaia Kanepi            |
| 3      | 3       | Garbiñe Muguruza         | 5.425             | 1.300                  | 70                  | 4.195          | 2ª fase      | Alizé Cornet           |
| 4      | 4       | Barbora Krejčíková       | 5.213             | 110                    | 430                 | 5.553          | QF           | Madison Keys           |
| 5      | 8       | Maria Sakkari            | 4.071             | 240                    | 240                 | 4.071          | 4ª fase      | Jessica Pegula [21]    |
| 6      | 7       | Anett Kontaveit          | 4.231             | 430                    | 70                  | 3.871          | 2ª fase      | Clara Tauson           |
| 7      | 9       | Iga Świątek              | 3.916             | 240                    | 780                 | 4.456          | SF           | Danielle Collins [27]  |
| 8      | 6       | Paula Badosa             | 4.264             | 70+29                  | 240+24              | 4.429          | 4ª fase      | Madison Keys           |
| 10     | 11      | Anastasia Pavlyuchenkova | 2.968             | 430                    | 130                 | 2.668          | 3ª fase      | Sorana Cîrstea         |
| 11     | 13      | Sofia Kenin              | 2.762             | 2.000                  | 10                  | 772            | 1ª fase      | Madison Keys           |
| 12     | 12      | Elena Rybakina           | 2.765             | 130                    | 70                  | 2.705          | 2ª fase, ab. | Zhang Shuai            |
| 13     | 14      | Naomi Osaka              | 2.696             | 2.000                  | 130                 | 826            | 3ª fase      | Amanda Anisimova       |
| 14     | 15      | Simona Halep             | 2.657             | 780                    | 240                 | 2.117          | 4ª fase      | Alizé Cornet           |
| 15     | 17      | Elina Svitolina          | 2.641             | 240                    | 130                 | 2.531          | 3ª fase      | Victoria Azarenka [24] |
| 16     | 20      | Angelique Kerber         | 2.517             | 240                    | 10                  | 2.287          | 1ª fase      | Kaia Kanepi            |
| 17     | 18      | Emma Raducanu            | 2.595             | (1)††                  | 70                  | 2.664          | 2ª fase      | Danka Kovinić          |
| 18     | 16      | Coco Gauff               | 2.655             | 240                    | 10                  | 2.425          | 1ª fase      | Wang Qiang             |
| 19     | 26      | Elise Mertens            | 2.091             | 240                    | 240                 | 2.091          | 4ª fase      | Danielle Collins [27]  |
| 20     | 19      | Petra Kvitová            | 2.530             | 430                    | 10                  | 2.110          | 1ª fase      | Sorana Cîrstea         |
| 21     | 21      | Jessica Pegula           | 2.474             | 430                    | 430                 | 2.474          | QF           | Ashleigh Barty [1]     |
| 22     | 22      | Belinda Bencic           | 2.415             | 130                    | 70                  | 2.355          | 2ª fase      | Amanda Anisimova       |
| 23     | 24      | Leylah Fernandez         | 2.279             | 40                     | 10                  | 2.249          | 1ª fase      | Maddison Inglis [WC]   |
| 24     | 25      | Victoria Azarenka        | 2.166             | 10                     | 240                 | 2.396          | 4ª fase      | Barbora Krejčíková [4] |
| 25     | 23      | Daria Kasatkina          | 2.360             | 70                     | 130                 | 2.420          | 3ª fase      | Iga Świątek [7]        |
| 26     | 27      | Jeļena Ostapenko         | 2.035             | 70                     | 130                 | 2.095          | 3ª fase      | Barbora Krejčíková [4] |
| 27     | 30      | Danielle Collins         | 1.911             | 70                     | 1.300               | 3.141          | F            | Ashleigh Barty [1]     |
| 28     | 32      | Veronika Kudermetova     | 1.695             | 130                    | 130                 | 1.695          | 3ª fase      | Maria Sakkari [5]      |
| 29     | 29      | Tamara Zidanšek          | 1.931             | 70                     | 130                 | 1.991          | 3ª fase      | Alizé Cornet           |
| 30     | 33      | Camila Giorgi            | 1.692             | 130                    | 130                 | 1.692          | 3ª fase      | Ashleigh Barty [1]     |
| 31     | 41      | Markéta Vondroušová      | 1.447             | 240                    | 130                 | 1.337          | 3ª fase      | Aryna Sabalenka [2]    |
| 32     | 35      | Sara Sorribes Tormo      | 1.588             | 70                     | 70                  | 1.588          | 2ª fase      | Marta Kostyuk          |

†† A jogadora não se classificou para a edição de 2020 ou 2021. Assim, a pontuação deduzida é do seu 16o melhor resultado na temporada.

##### Desistências
| Ranking | Jogadora          | Pontos anteriores | Nova pontuação | Motivo                             |
| ------- | ----------------- | ----------------- | -------------- | ---------------------------------- |
| 5       | Karolína Plíšková | 4.582             | 4.452          | Lesão na mão direita               |
| 10      | Ons Jabeur        | 3.500             | 3.070          | Lesão na parte inferior das costas |
| 28      | Jennifer Brady    | 1.953             | 653            | Lesão no pé esquerdo               |
| 31      | Karolína Muchová  | 1.734             | 954            | Lesão no estômago                  |

### Duplas
| Cabeça | Ranking | Equipe               | Equipe            |
| ------ | ------- | -------------------- | ----------------- |
| 1      | 3       | Nikola Mektić        | Mate Pavić        |
| 2      | 7       | Rajeev Ram           | Joe Salisbury     |
| 3      | 13      | Marcel Granollers    | Horacio Zeballos  |
| 4      | 20      | Juan Sebastián Cabal | Robert Farah      |
| 5      | 21      | John Peers           | Filip Polášek     |
| 6      | 33      | Tim Pütz             | Michael Venus     |
| 7      | 36      | Nicolas Mahut        | Fabrice Martin    |
| 8      | 35      | Jamie Murray         | Bruno Soares      |
| 9      | 37      | Ivan Dodig           | Marcelo Melo      |
| 10     | 41      | Wesley Koolhof       | Neal Skupski      |
| 11     | 49      | Sander Gillé         | Joran Vliegen     |
| 12     | 55      | Kevin Krawietz       | Andreas Mies      |
| 13     | 76      | Raven Klaasen        | Ben McLachlan     |
| 14     | 67      | Marcelo Arévalo      | Jean-Julien Rojer |
| 15     | 86      | Ariel Behar          | Gonzalo Escobar   |
| 16     | 85      | Andrey Golubev       | Franko Škugor     |

| Cabeça | Ranking | Equipe                 | Equipe                   |
| ------ | ------- | ---------------------- | ------------------------ |
| 1      | 3       | Barbora Krejčíková     | Kateřina Siniaková       |
| 2      | 12      | Shuko Aoyama           | Ena Shibahara            |
| 3      | 17      | Veronika Kudermetova   | Elise Mertens            |
| 4      | 23      | Samantha Stosur        | Zhang Shuai              |
| 5      | 26      | Alexa Guarachi         | Nicole Melichar-Martinez |
| 6      | 24      | Gabriela Dabrowski     | Giuliana Olmos           |
| 7      | 27      | Darija Jurak Schreiber | Andreja Klepač           |
| 8      | 43      | Coco Gauff             | Catherine McNally        |
| 9      | 53      | Caroline Dolehide      | Storm Sanders            |
| 10     | 61      | Marie Bouzková         | Lucie Hradecká           |
| 11     | 60      | Lyudmyla Kichenok      | Jeļena Ostapenko         |
| 12     | 99      | Nadiia Kichenok        | Sania Mirza              |
| 13     | 91      | Asia Muhammad          | Jessica Pegula           |
| 14     | 94      | Xu Yifan               | Yang Zhaoxuan            |
| 15     | 97      | Irina-Camelia Begu     | Nina Stojanović          |
| 16     | 116     | Viktória Kužmová       | Vera Zvonareva           |

#### Mistas
| Cabeça | Ranking | Equipe                   | Equipe        |
| ------ | ------- | ------------------------ | ------------- |
| 1      | 19      | Desirae Krawczyk         | Joe Salisbury |
| 2      | 20      | Zhang Shuai              | John Peers    |
| 3      | 24      | Nicole Melichar-Martinez | Robert Farah  |
| 4      | 30      | Alexa Guarachi           | Tim Pütz      |
| 5      | 38      | Kristina Mladenovic      | Ivan Dodig    |
| 6      | 39      | Catherine McNally        | Jamie Murray  |
| 7      | 38      | Nina Stojanović          | Mate Pavić    |
| 8      | 55      | Ena Shibahara            | Ben McLachlan |

## Convidados à chave principal

### Simples
| Masculino | Feminino |
| --- | --- |
| - Alex Bolt - Thanasi Kokkinakis - Stefan Kozlov - Andy Murray - Christopher O'Connell - Lucas Pouille - Tseng Chun-hsin - Aleksandar Vukic | - Robin Anderson - Priscilla Hon - Maddison Inglis - Diane Parry - Storm Sanders - Daria Saville - Samantha Stosur - Wang Xiyu |

### Duplas
| Masculinas | Femininas | Mistas |
| --- | --- | --- |
| - Alex Bolt / James McCabe - Andrew Harris / Aleksandar Vukic - Rinky Hijikata / Tristan Schoolkate - Treat Huey / Christopher Rungkat - Thanasi Kokkinakis / Nick Kyrgios - Jason Kubler / Christopher O'Connell - Dane Sweeny / Li Tu | - Kimberly Birrell / Charlotte Kempenaers-Pocz - Alexandra Bozovic / Olivia Tjandramulia - Lizette Cabrera / Priscilla Hon - Alizé Cornet / Diane Parry - Jaimee Fourlis / Maddison Inglis - Seone Mendez / Taylah Preston - Peangtarn Plipuech / Aldila Sutjiadi | - Lizette Cabrera / Alex Bolt - Jaimee Fourlis / Jason Kubler - Ellen Perez / Matwé Middelkoop - Arina Rodionova / Marc Polmans - Daria Saville / Luke Saville - Astra Sharma / John-Patrick Smith - Kateřina Siniaková / Tomáš Macháč - Samantha Stosur / Matthew Ebden |

## Qualificados à chave principal
O qualificatório aconteceu entre 10 e 14 de janeiro de 2022.

### Simples
| Masculino | Feminino |
| --- | --- |
| 1. Radu Albot 2. Tomás Barrios Vera 3. Liam Broady 4. Taro Daniel 5. Tomás Martín Etcheverry 6. Norbert Gombos 7. Emilio Gómez 8. Yannick Hanfmann 9. Mikhail Kukushkin 10. Jiří Lehečka 11. Tomáš Macháč 12. Maximilian Marterer 13. Nikola Milojević 14. Timofey Skatov 15. Alejandro Tabilo 16. Marco Trungelliti | 1. Hailey Baptiste 2. Emina Bektas 3. Lucia Bronzetti 4. Cristina Bucșa 5. Harriet Dart 6. Caroline Dolehide 7. Arianne Hartono 8. Jang Su-jeong 9. Viktória Kužmová 10. Rebecca Marino 11. Viktoriya Tomova 12. Martina Trevisan 13. Lesia Tsurenko 14. Stefanie Vögele 15. Katie Volynets 16. Zheng Qinwen |

Lucky losers
| 1. Salvatore Caruso 2. Damir Džumhur 3. Ernesto Escobedo 4. Roman Safiullin 5. João Sousa | 1. Irina Bara 2. Nao Hibino |

## Eliminações em simples

### Masculino
| Final                     | Final                    | Final                      | Final                       |
| ------------------------- | ------------------------ | -------------------------- | --------------------------- |
| Daniil Medvedev [2]       |                          |                            |                             |
| Semifinais                |                          |                            |                             |
| Matteo Berrettini [7]     | Matteo Berrettini [7]    | Stefanos Tsitsipas [4]     | Stefanos Tsitsipas [4]      |
| Quartas de final          |                          |                            |                             |
| Gaël Monfils [17]         | Denis Shapovalov [14]    | Jannik Sinner [11]         | Félix Auger-Aliassime [9]   |
| Quarta fase               |                          |                            |                             |
| Miomir Kecmanović         | Pablo Carreño Busta [19] | Alexander Zverev [3]       | Adrian Mannarino            |
| Alex de Minaur [32]       | Taylor Fritz [20]        | Marin Čilić [27]           | Maxime Cressy               |
| Terceira fase             |                          |                            |                             |
| Lorenzo Sonego [25]       | Cristian Garín [16]      | Sebastian Korda            | Carlos Alcaraz [31]         |
| Radu Albot (Q)            | Reilly Opelka [23]       | Aslan Karatsev [18]        | Karen Khachanov [28]        |
| Pablo Andújar             | Taro Daniel (Q)          | Roberto Bautista Agut [15] | Benoît Paire                |
| Andrey Rublev [5]         | Daniel Evans [24]        | Christopher O'Connell (WC) | Botic van de Zandschulp     |
| Segunda fase              |                          |                            |                             |
| Tommy Paul                | Oscar Otte               | Alexander Bublik           | Pedro Martínez              |
| Corentin Moutet           | Tallon Griekspoor        | Dušan Lajović              | Mackenzie McDonald (WC)     |
| John Millman              | Aleksandar Vukic (WC)    | Dominik Koepfer            | Kwon Soon-woo               |
| Hubert Hurkacz [10]       | Mackenzie McDonald       | Benjamin Bonzi             | Yannick Hanfmann (Q)        |
| Alex Molčan               | Kamil Majchrzak          | Andy Murray (WC)           | Steve Johnson               |
| Philipp Kohlschreiber     | Frances Tiafoe           | Grigor Dimitrov [26]       | Sebastián Báez              |
| Ričardas Berankis         | Norbert Gombos (Q)       | Arthur Rinderknech         | Alejandro Davidovich Fokina |
| Diego Schwartzman [13]    | Tomáš Macháč (Q)         | Richard Gasquet            | Nick Kyrgios                |
| Primeira fase             |                          |                            |                             |
| Salvatore Caruso (LL)     | Mikhail Kukushkin (Q)    | Tseng Chun-hsin (WC)       | Sam Querrey                 |
| Federico Coria            | Ernesto Escobedo (LL)    | Federico Delbonis          | Facundo Bagnis              |
| Cameron Norrie [12]       | Lucas Pouille (WC)       | Fabio Fognini              | Tomás Martín Etcheverry (Q) |
| Alejandro Tabilo (Q)      | Márton Fucsovics         | Jiří Veselý                | Brandon Nakashima           |
| Daniel Altmaier           | Feliciano López          | Yoshihito Nishioka         | Lloyd Harris [30]           |
| Kevin Anderson            | Carlos Taberner          | Holger Rune                | Laslo Djere                 |
| Egor Gerasimov            | James Duckworth          | Nikola Milojević (Q)       | Jaume Munar                 |
| Denis Kudla               | Peter Gojowczyk          | Thanasi Kokkinakis (WC)    | Marcos Giron                |
| Roman Safiullin (LL)      | Damir Džumhur (LL)       | Andreas Seppi              | Lorenzo Musetti             |
| Nikoloz Basilashvili [21] | Tomás Barrios Vera (Q)   | Jordan Thompson            | João Sousa (LL)             |
| Stefano Travaglia         | Marco Cecchinato         | Marco Trungelliti (Q)      | Maximilian Marterer (Q)     |
| Jiří Lehečka (Q)          | Thiago Monteiro          | Albert Ramos Viñolas       | Mikael Ymer                 |
| Gianluca Mager            | Roberto Carballés Baena  | Timofey Skatov (Q)         | Emilio Gómez (Q)            |
| David Goffin              | Alexei Popyrin           | Alex Bolt (WC)             | Emil Ruusuvuori             |
| Filip Krajinović          | Hugo Gaston              | Juan Manuel Cerúndolo      | John Isner [22]             |
| Ugo Humbert [29]          | Jan-Lennard Struff       | Liam Broady (Q)            | Henri Laaksonen             |

### Feminino
| Final                 | Final                         | Final                    | Final                       |
| --------------------- | ----------------------------- | ------------------------ | --------------------------- |
| Danielle Collins [27] |                               |                          |                             |
| Semifinais            |                               |                          |                             |
| Madison Keys          | Madison Keys                  | Iga Świątek [7]          | Iga Świątek [7]             |
| Quartas de final      |                               |                          |                             |
| Jessica Pegula [21]   | Barbora Krejčíková [4]        | Alizé Cornet             | Kaia Kanepi                 |
| Quarta fase           |                               |                          |                             |
| Amanda Anisimova      | Maria Sakkari [5]             | Victoria Azarenka [24]   | Paula Badosa [8]            |
| Elise Mertens [19]    | Simona Halep [14]             | Sorana Cîrstea           | Aryna Sabalenka [2]         |
| Terceira fase         |                               |                          |                             |
| Camila Giorgi [30]    | Naomi Osaka [13]              | Nuria Párrizas Díaz      | Veronika Kudermetova [28]   |
| Jeļena Ostapenko [26] | Elina Svitolina [15]          | Wang Qiang               | Marta Kostyuk               |
| Clara Tauson          | Zhang Shuai                   | Danka Kovinić            | Tamara Zidanšek [29]        |
| Daria Kasatkina [25]  | Anastasia Pavlyuchenkova [10] | Maddison Inglis (WC)     | Markéta Vondroušová [31]    |
| Segunda fase          |                               |                          |                             |
| Lucia Bronzetti (Q)   | Tereza Martincová             | Belinda Bencic [22]      | Madison Brengle             |
| Maryna Zanevska       | Bernarda Pera                 | Elena-Gabriela Ruse      | Zheng Qinwen (Q)            |
| Wang Xiyu (WC)        | Alison Riske                  | Jil Teichmann            | Harmony Tan                 |
| Jaqueline Cristian    | Alison Van Uytvanck           | Sara Sorribes Tormo [32] | Martina Trevisan (Q)        |
| Anett Kontaveit [6]   | Ana Konjuh                    | Irina-Camelia Begu       | Elena Rybakina [12]         |
| Beatriz Haddad Maia   | Emma Raducanu [17]            | Heather Watson           | Garbiñe Muguruza [3]        |
| Rebecca Peterson      | Magda Linette                 | Kristína Kučová          | Samantha Stosur (WC)        |
| Marie Bouzková        | Hailey Baptiste (Q)           | Liudmila Samsonova       | Wang Xinyu                  |
| Primeira fase         |                               |                          |                             |
| Lesia Tsurenko (Q)    | Varvara Gracheva              | Lauren Davis             | Anastasia Potapova          |
| Kristina Mladenovic   | Arianne Hartono (Q)           | Dayana Yastremska        | María Camila Osorio Serrano |
| Irina Bara (LL)       | Kaja Juvan                    | Ekaterina Alexandrova    | Anhelina Kalinina           |
| Claire Liu            | Jasmine Paolini               | Aliaksandra Sasnovich    | Tatjana Maria (PR)          |
| Andrea Petkovic       | Viktória Kužmová (Q)          | Donna Vekić              | Anna Karolína Schmiedlová   |
| Panna Udvardy         | Petra Martić                  | Yulia Putintseva         | Fiona Ferro                 |
| Sofia Kenin [11]      | Greet Minnen                  | Cristina Bucșa (Q)       | Coco Gauff [18]             |
| Kirsten Flipkens (PR) | Diane Parry (WC)              | Nao Hibino (LL)          | Ajla Tomljanović            |
| Kateřina Siniaková    | Astra Sharma                  | Shelby Rogers            | Caroline Dolehide (Q)       |
| Vera Zvonareva        | Océane Dodin                  | Viktorija Golubic        | Zarina Diyas                |
| Magdalena Fręch       | Katie Volynets (Q)            | Jang Su-jeong (Q)        | Sloane Stephens             |
| Arantxa Rus           | Mayar Sherif                  | Viktoriya Tomova (Q)     | Clara Burel                 |
| Harriet Dart (Q)      | Daria Saville (WC)            | Anastasija Sevastova     | Stefanie Vögele (Q)         |
| Petra Kvitová [20]    | Misaki Doi                    | Robin Anderson (WC)      | Anna Bondár                 |
| Angelique Kerber [16] | Rebecca Marino (Q)            | Caroline Garcia          | Leylah Fernandez [23]       |
| Priscilla Hon (WC)    | Emina Bektas (Q)              | Ann Li                   | Storm Sanders (WC)          |

## Finais

### Profissional
| Categoria | Evento    | Campeã(s)(o/ões)                      | Vice-campeã(s)(o/ões)             | Resultado                | Chave(s)  | Chave(s)       |
| --------- | --------- | ------------------------------------- | --------------------------------- | ------------------------ | --------- | -------------- |
| Simples   | Masculino | Rafael Nadal                          | Daniil Medvedev                   | 2–6, 56–7, 6–4, 6–4, 7–5 | principal | qualificatório |
| Simples   | Feminino  | Ashleigh Barty                        | Danielle Collins                  | 6–3, 7–62                | principal | qualificatório |
| Duplas    | Masculino | Thanasi Kokkinakis Nick Kyrgios       | Matthew Ebden Max Purcell         | 7–5, 6–4                 | principal | principal      |
| Duplas    | Feminino  | Barbora Krejčíková Kateřina Siniaková | Anna Danilina Beatriz Haddad Maia | 36–7, 6–4, 6–4           | principal | principal      |
| Duplas    | Misto     | Kristina Mladenovic Ivan Dodig        | Jaimee Fourlis Jason Kubler       | 6–3, 6–4                 | principal | principal      |

### Juvenil
| Categoria | Evento    | Campeã(s)(o/ões)                | Vice-campeã(s)(o/ões)                | Resultado       | Chave(s)  | Chave(s)       |
| --------- | --------- | ------------------------------- | ------------------------------------ | --------------- | --------- | -------------- |
| Simples   | Masculino | Bruno Kuzuhara                  | Jakub Menšík                         | 7–65, 66–7, 7–5 | principal | qualificatório |
| Simples   | Feminino  | Petra Marčinko                  | Sofia Costoulas                      | 7–5, 6–1        | principal | qualificatório |
| Duplas    | Masculino | Bruno Kuzuhara Coleman Wong     | Alex Michelsen Adolfo Daniel Vallejo | 6–3, 7–63       | principal | principal      |
| Duplas    | Feminino  | Clervie Ngounoue Diana Shnaider | Kayla Cross Victoria Mboko           | 6–4, 6–3        | principal | principal      |

### Cadeirante
| Categoria | Evento       | Campeã(s)(o/ões)              | Vice-campeã(s)(o/ões)            | Resultado        | Chave     |
| --------- | ------------ | ----------------------------- | -------------------------------- | ---------------- | --------- |
| Simples   | Masculino    | Shingo Kunieda                | Alfie Hewett                     | 7–5, 3–6, 6–2    | principal |
| Simples   | Feminino     | Diede de Groot                | Aniek van Koot                   | 6–1, 6–1         | principal |
| Simples   | Tetraplégico | Sam Schröder                  | Dylan Alcott                     | 7–5, 6–0         | principal |
| Duplas    | Masculino    | Alfie Hewett Gordon Reid      | Gustavo Fernández Shingo Kunieda | 6–2, 4–6, [10–7] | principal |
| Duplas    | Feminino     | Diede de Groot Aniek van Koot | Yui Kamiji Lucy Shuker           | 7–5, 3–6, [10–2] | principal |
| Duplas    | Tetraplégico | Andy Lapthorne David Wagner   | Sam Schröder Niels Vink          | 2–6, 6–4, [10–7] | principal |